# باول س. رايلي
باول س. رايلي (بالإنجليزية: Paul C. Reilly)‏ هو مهندس معماري أمريكي، ولد في 1890 في نيويورك في الولايات المتحدة، وتوفي في 8 سبتمبر 1984 في Locust, New Jersey ‏ في الولايات المتحدة.